# Selaginella chrysorrhizos
Selaginella chrysorrhizos är en mosslummerväxtart som beskrevs av Antoine Frédéric Spring. Selaginella chrysorrhizos ingår i släktet mosslumrar, och familjen mosslummerväxter. Inga underarter finns listade i Catalogue of Life.